# Garðar Jóhannsson
Garðar Jóhannsson (Garðabær, 1º aprile 1980) è un ex calciatore islandese, di ruolo attaccante.

## Carriera

### Club
Jóhannsson arrivò ai norvegesi del Fredrikstad dal KR Reykjavík. Debuttò in squadra il 19 maggio 2007, sostituendo Øyvind Hoås nella vittoria per 5-0 sul Lisleby, in un match valido per l'edizione stagionale della Coppa di Norvegia: l'islandese segnò una tripletta. Il 26 maggio arrivò invece l'esordio nella Tippeligaen, quando sostituì Raymond Kvisvik e segnò la rete del decisivo 1-0 sul Vålerenga.
Rimase in squadra fino al 2009, per passare poi ai tedeschi dello Hansa Rostock. Passò poi in prestito allo Strømsgodset, tornando così in Norvegia. Giocò il primo match per il nuovo club il 13 settembre 2010, subentrando a Ola Kamara nella sconfitta per 3-1 contro il Molde. Segnò l'unica rete con questa maglia il 24 ottobre, nella vittoria per 4-1 sullo Hønefoss. Fu schierato anche nella finale di Coppa di Norvegia 2010, vinta per 2-0 sul Follo.